# 松山光
松山光（日语：松山 光，平假名：まつやま ひかる）是著名足球漫畫「足球小將」的人物。曾效力球隊包括富良野小學、富良野中學、富良野高中、日本少年隊、日本青年軍、日本札幌岡薩多、日本奧運隊。動畫中，松山的配音員先後有：鈴木みえ、柏倉努及石田彰還有羽多野涉。

## 基本資料
- 綽號：北海荒鷲、鬥將
- 出身地：日本北海道富良野市
- 誕生日：6月21日
- 星座：雙子座
- 身高：176cm
- 體重：66kg
- 血型：B型
- 球衣號碼：10、12 、36
- 擔任位置：中場、防守中場、後衛
- 擅長腳：右腳
- 所屬隊伍：札幌岡薩多
- 相關球員：大空翼、日向小次郎、岬太郎、三杉淳

## 形象設定
松山光是一名相當努力的球員，在球場上他擁有多方面的才能，擅長在中距離施射的「趴地老鷹射門」，所以來自北海道的他，被冠以「北海荒鷲」的名號。對於日本隊而言，松山一直都有如「影子隊長」般存在，他自認沒有像大空翼、三衫淳的超卓才能，然而卻有堅定的毅力及不屈的鬥志，因此在【Golden 23】中松山光就代替大空翼，擔任日本隊的隊長，並與岬太郎、三杉淳組成「3M」，成為日本隊的後防核心。
松山有著非常強烈的鬥志，小學全國大賽四強戰對明和隊，比賽初段已被明和的日向嚴重剷傷足踝，卻無視傷勢力戰至完場。儘管求學時期他所帶領的富良野隊整體實力一般，隊員表現平平，但憑著其領導才能及感染力，富良野多次晉身全國大賽四強及在逆境下與強隊鬥得難分難解。其隊友亦非常敬重（依賴）他，各人的進攻及防守意識往往能夠達到他心目中所要求的戰術意念。他不怕任何強敵，在小學時期與性格火爆的日向多次發生衝突。而他那記恨的性格則導致日後視日向為假想敵。而日向對他的一記耳光，在世青篇中日向離隊時，松山才得以還擊。
在故事中，與藤澤美子相戀。

## 故事發展
在「小學篇」中，松山光是北海道富良野小學的隊長，也是隊伍中唯一一個突出的球員。雖然如此，以他為首的富良野隊卻是一支以團隊精神為先的球隊，除他以外，隊中各隊員都是上下一心，不屈不撓。當時的松山已經有著超卓的護球能力及「單對單」防守意識。
小学篇在他的帶領之下，富良野小學先在全國大賽外圍賽淘汰大熱門札幌隊，並成功躋身於全國四強之列，並令明和隊的日向小次郎吃盡苦頭，可惜在準決賽中因腳傷及若島津健及時歸隊救出十二碼，加上日向的入球而敗於明和隊，但其個人的高超球技及領導才能已經備受認同。
「中學篇」裡，松山光一直視日向為假想敵，因此不斷鍛鍊自己，終於鑽研出「可以與日向的猛虎射球媲美」的必殺技，中距離遠射的「禿鷹射球（Eagle Shoot）」，這個必殺技同時亦有「荒鷲射球」、「北國射球」等異稱。然而，礙於球隊整體實力一般，富良野隊始終未能更進一步，中學期間從未打破南葛／東邦壟斷局面甚至打入決賽。球队比较出色的是，曾经在初三时淘汰了黑马南宇和初中。
他也是日本队伍的精神领袖。世少篇时，日向在败退汉堡后，放弃了队长之位，是由松山暂代，而整场比赛日本在最后的时间虽已大落后5球，但松山仍可领导防线，让出其不意产去史奈达的球，可见其冷静的判断。
這位被稱為「鬥將」的人物，其努力不懈及充滿鬥志的個性深具感染力，因此贏得同伴的信任與尊重，成為在日本隊伍中精神支柱。隸屬J-League球隊札幌岡薩多，亦是隊伍中的靈魂人物。
到了【Golden 23】年代，大空翼、日向小次郎等名將均轉戰海外，松山光肩負起隊長的重任，帶領日本「黃金時代」的軍隊挑戰奧運。他與岬太郎、三杉淳組成的「3M」組合（松山Matsuyama、岬Misaki、三杉Misugi）更是隊伍中央的司令陣營。

## 必殺技
- 荒鷲射門
- 荒鷲傳球
- 雪崩式進攻
- 荒鷲鏟球
- 雪國魂鬥將防禦

## 松山光計畫
2014年1月19日，現實世界的球團「札幌岡薩多」發表了松山光的入團聲明，正式給予背號36號，並堆動「松山光計畫」（日语：松山光プロジェクト）。以一筆一萬日幣募集計畫夥伴，用募集到的援助金作為青少年球員的養成和培訓費用。